# 台中市幹線公車
台中市幹線公車是臺中市政府所推動的快速通勤公車。500、700、900路於2016年3月1日通車；200路於2016年11月1日通車。這四條路線接採用只停大站的「跳蛙式」停靠，並增停沿線學校，於上下學時間行駛，相較原路線減少一半停靠站數，一趟最多可節省20分鐘時間。
2022年7月1日開始，臺中市政府再推出新的幹線公車系列：復興幹線：100路(新民高中-高鐵臺中站)，中興幹線：200路(新民高中-亞大醫院)，臺灣大道幹線：300路(臺中車站-靜宜大學)，中清幹線：500路(臺中車站-清水)，崇德幹線：700路(新建國市場-翁子保養廠)，北屯幹線：900路(光明國中-豐原)

## 路線
| 路線編號 | 路線名稱     | 代表色 | 營運區間               | 經營業者                   | 象徵意義                                                            | 原始路線 | 跳蛙公車 | 營運區間           | 經營業者          |
| -------- | ------------ | ------ | ---------------------- | -------------------------- | ------------------------------------------------------------------- | -------- | -------- | ------------------ | ----------------- |
| 100路    | 復興幹線     | 建設灰 | 新民高中－高鐵台中站   | 台中客運                   | 旅人的步伐往往在此留下足跡 透過交通的纖帶 串起人與人之間濃厚的情感  | 102路    | 不適用   | 不適用             | 不適用            |
| 200路    | 中興幹線     | 懷舊棕 | 新民高中－亞大醫院     | 台中客運                   | 一磚一瓦堆砌出的是生活也是歷史 歷經了歲月的洗滌 成就出文化的光輝    | 201路    | 200跳蛙  | 臺中女中－亞大醫院 | 台中客運          |
| 300路    | 臺灣大道幹線 | 夢想藍 | 臺中車站－靜宜大學     | 台中客運 統聯客運 巨業客運 | 車如流水 一道道匯進湛藍的大海 如同動脈般 為城市的一天注入嶄新的能量 | 300路    | 不適用   |                    |                   |
| 500路    | 中清幹線     | 翱翔橘 | 臺中車站－臺中國際機場 | 台中客運                   | 看向窗外 沿途的開闊承載了飛翔的夢 澄橘的晨曦映著的是旅程 也是歸鄉路 | 9路      | 500跳蛙  | 臺中車站－忠義里   | 台中客運          |
| 700路    | 崇德幹線     | 活力黃 | 新建國市場－翁子保養廠 | 中台灣客運                 | 以主場氣勢震撼每個人的心 屏息！期待！ 英雄們締造一次又一次的傳奇    | 701路    | 700跳蛙  | 明德高中－豐原高中 | 台中客運 全航客運 |
| 900路    | 北屯幹線     | 熱情紅 | 光明國中－豐原         | 豐原客運                   | 回憶裡的氣味 有檀香、餅香、還有各式小吃 展現出了一代人的傳承和守護  | 55路     | 900跳蛙  | 光明國中－豐原高中 | 豐原客運          |

## 配車

### 現役車種
| 業者       | 路線            | 產地                        | 經銷商            | 配車                               | 圖片 |
| ---------- | --------------- | --------------------------- | ----------------- | ---------------------------------- | ---- |
| 台中客運   | 100復興幹線     | 中國廈門市                  | 台灣馨盛車體      | 金旅客車GOLDEN DRAGONXML6125CL     |      |
| 台中客運   | 100復興幹線     | 日本東京都                  | 台灣國瑞汽車      | HINO HS8JRVL-UTF                   |      |
| 台中客運   | 100復興幹線     | 中國北京市                  | 台灣成運汽車      | 福田北汽 BJ6123C7NJD               |      |
| 台中客運   | 100復興幹線     | 韓國富川                    | 台灣成運汽車      | DAEWOO BS120CN(成運五期低地板)     |      |
| 台中客運   | 200中興幹線     | 韓國富川                    | 台灣成運汽車      | DAEWOO BS120CN(成運五期低地板)     |      |
| 台中客運   | 台灣屏東縣      | Master MB120NSE(電動低地板) | 台灣成運汽車      |                                    |      |
| 台中客運   | 台灣屏東縣      | Master MB120NSE(電動低地板) | 台灣成運汽車      | 200跳蛙                            |      |
| 台中客運   | 台灣台中市      | 台灣華德動能                | RAC 700 ELCB-2802 |                                    |      |
| 台中客運   | 300台灣大道幹線 | 中國鄭州市                  | 台灣宇通車業      | Yutong ZK6180HGC(雙節型低地板)     |      |
| 統聯客運   | 300台灣大道幹線 | 中國鄭州市                  | 台灣宇通車業      | Yutong ZK6180HGC(雙節型低地板)     |      |
| 巨業交通   | 300台灣大道幹線 | 中國鄭州市                  | 台灣宇通車業      | Yutong ZK6180HGC(雙節型低地板)     |      |
| 台中客運   | 500中清幹線     | 中國深圳市                  | 台灣凱勝綠能      | BYD K9F                            |      |
| 台中客運   | 500中清幹線     | 中國深圳市                  | 台灣凱勝綠能      | BYD K9                             |      |
| 台中客運   | 500中清幹線     | 中國北京市                  | 台灣成運汽車      | 福田北汽 BJ6123C7NJD               |      |
| 台中客運   | 500中清幹線     | 韓國富川                    | 台灣成運汽車      | DAEWOO BS120CN(成運五期低地板)     |      |
| 台中客運   | 500中清幹線     | 日本東京都                  | 台灣國瑞汽車      | HINO HS8JRVL-UTF                   |      |
| 台中客運   | 500跳蛙         | 待查                        | 待查              | 待查                               | 待查 |
| 中台灣客運 | 700崇德幹線     | 中國廈門市                  | 台灣馨盛車體      | GOLDEN DRAGON XML6125JEV(電動車⚡️) |      |
| 中台灣客運 | 700崇德幹線     | 台灣新北市                  | 台灣金龍汽車      | KINGLONG KL6120UE3(長軸版電動車⚡️) |      |
| 台中客運   | 700跳蛙         | 中國廈門市                  | 台灣馨盛車體      | 金旅客車GOLDEN DRAGONXML6125CL     |      |
| 全航客運   | 700跳蛙         | 待查                        | 待查              | 待查                               | 待查 |
| 豐原客運   | 900北屯幹線     | 中國深圳市                  | 台灣凱勝綠能      | BYD K9                             |      |
| 豐原客運   | 900北屯幹線     | 中國上海市                  | 台灣唐榮          | SWB6127(雙門)                      |      |
| 豐原客運   | 900北屯幹線     | 台灣台南市                  | 台灣總盈嘉馬      | JIAMA JC290E6-5850                 |      |
| 豐原客運   | 900跳蛙         | 中國上海市                  | 台灣唐榮          | SWB6127(雙門)                      |      |

## 圖片

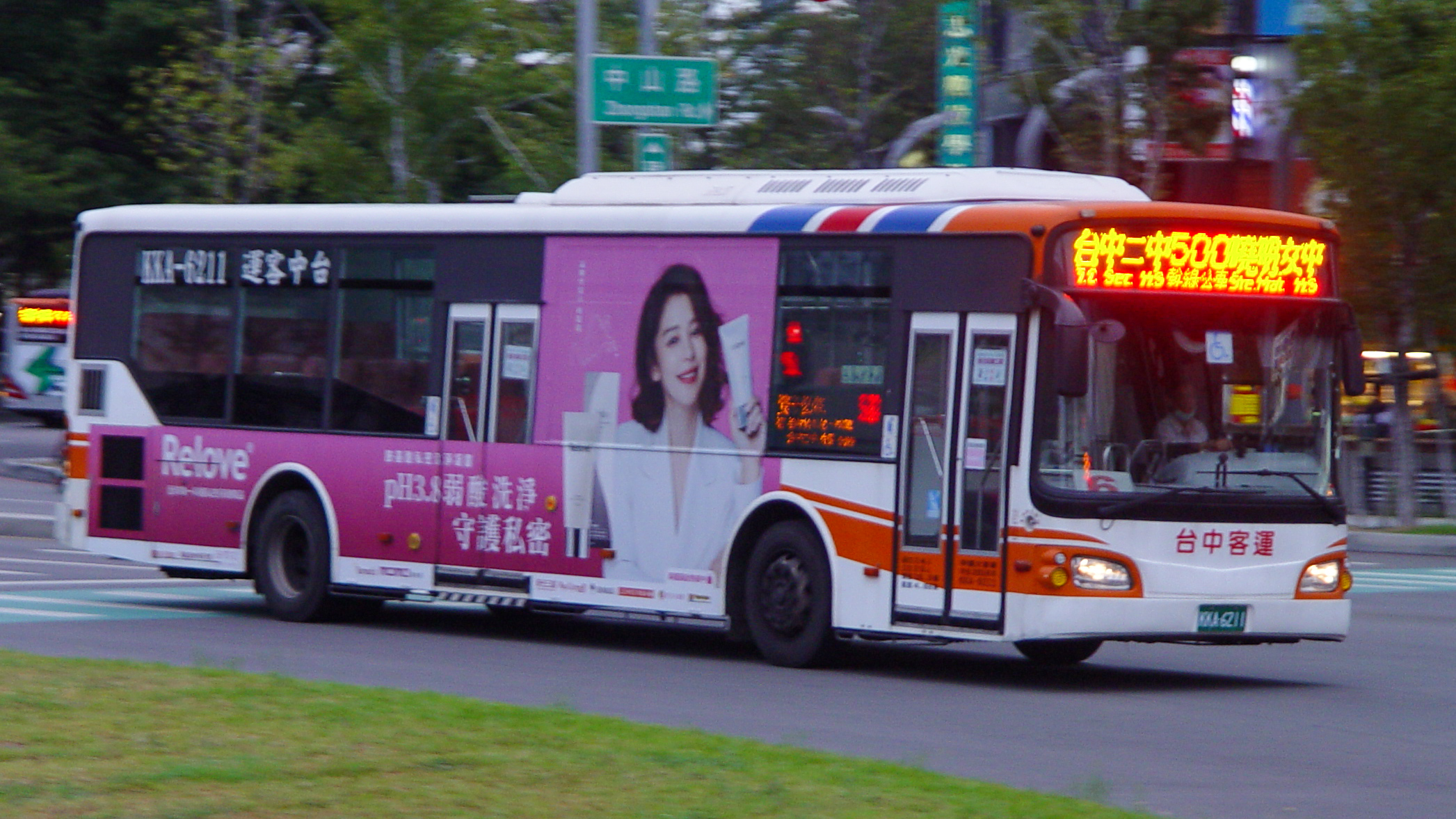
台中客運所使用的HINO低地板公車（500跳蛙）
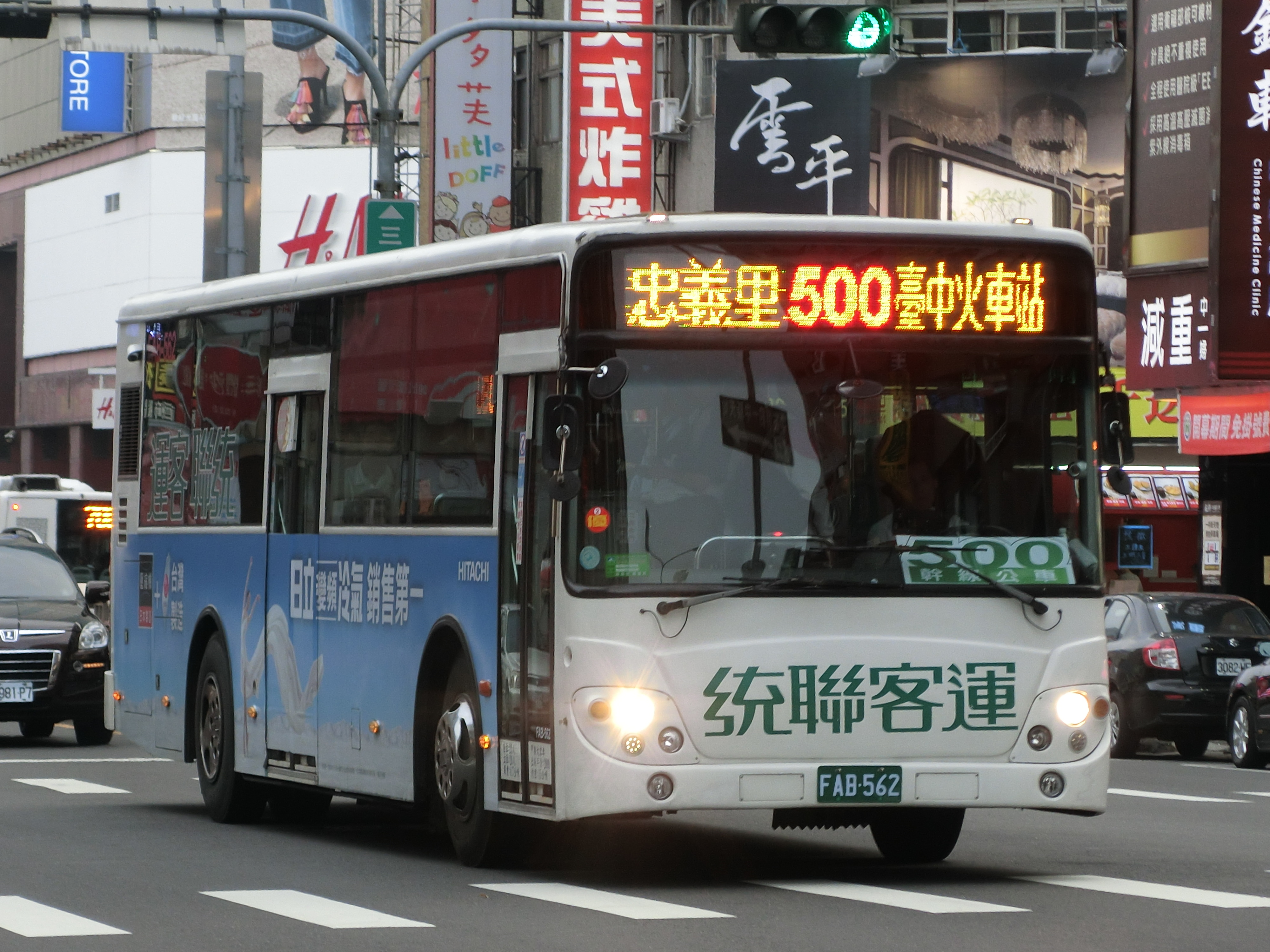
統聯客運所使用的DAEWOO高巴，本車已淘汰（500跳蛙）
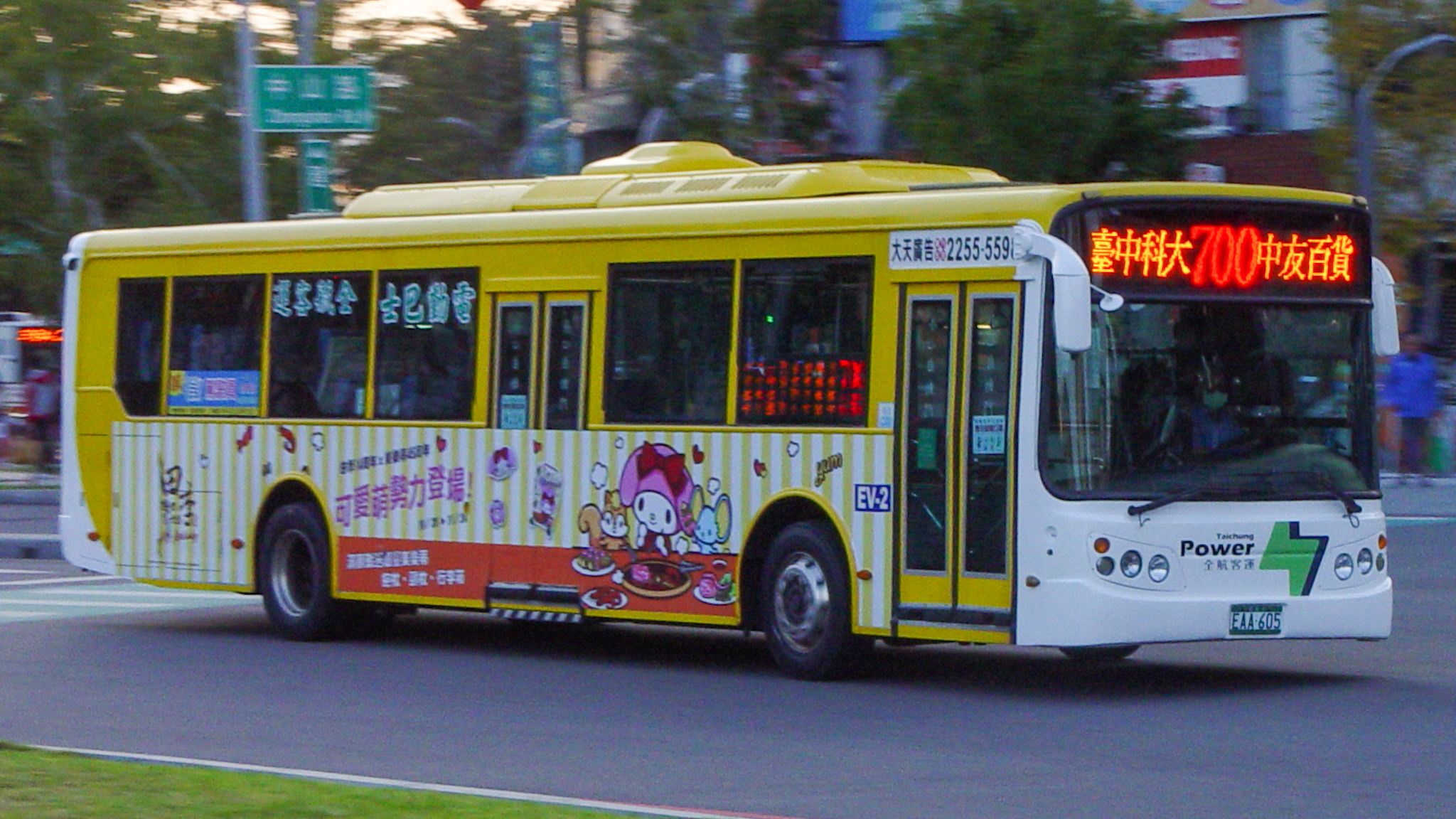
全航客運所使用的華德電動低地板公車（700跳蛙）
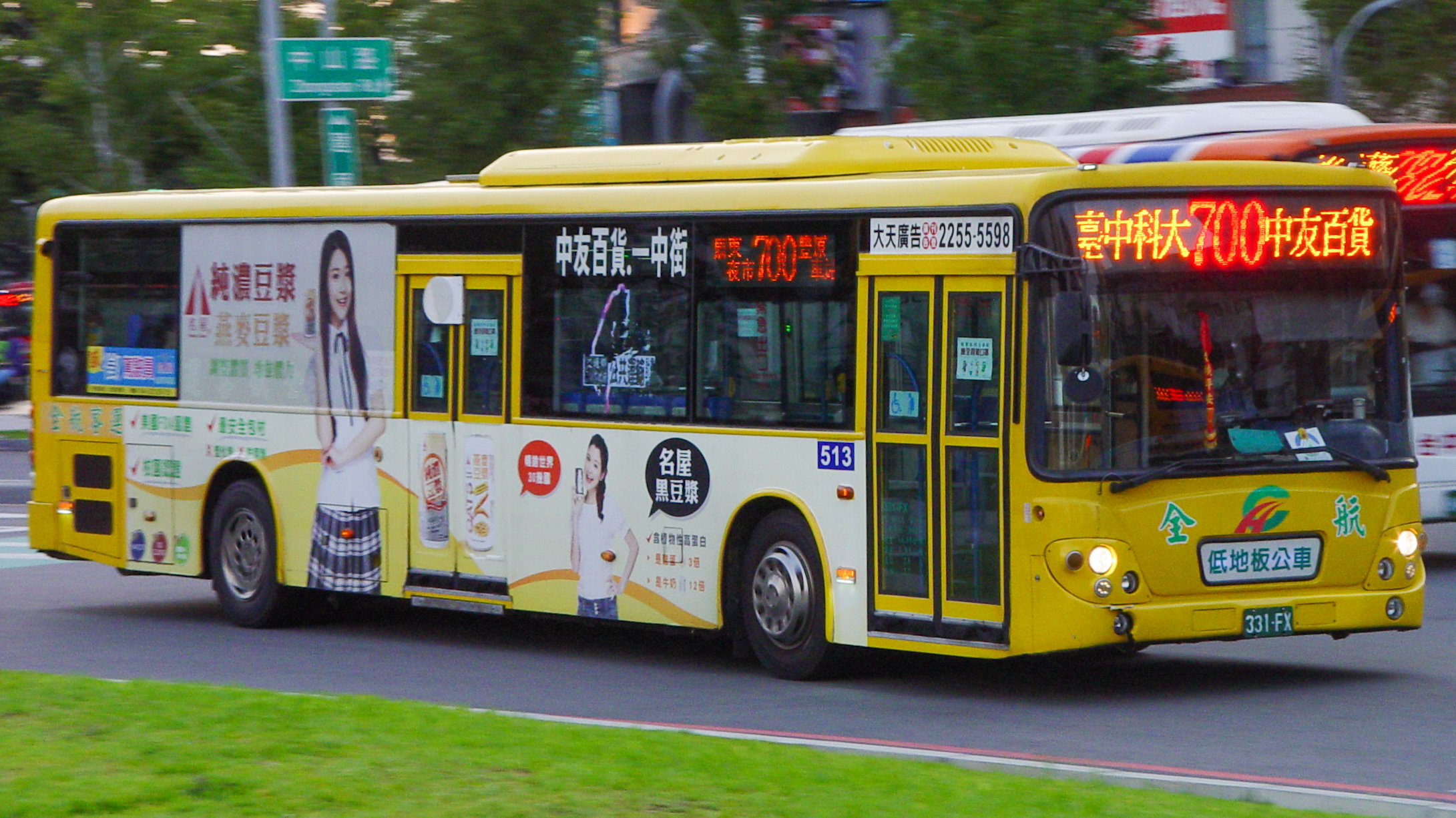
全航客運所使用的DAEWOO低地板公車（700跳蛙）
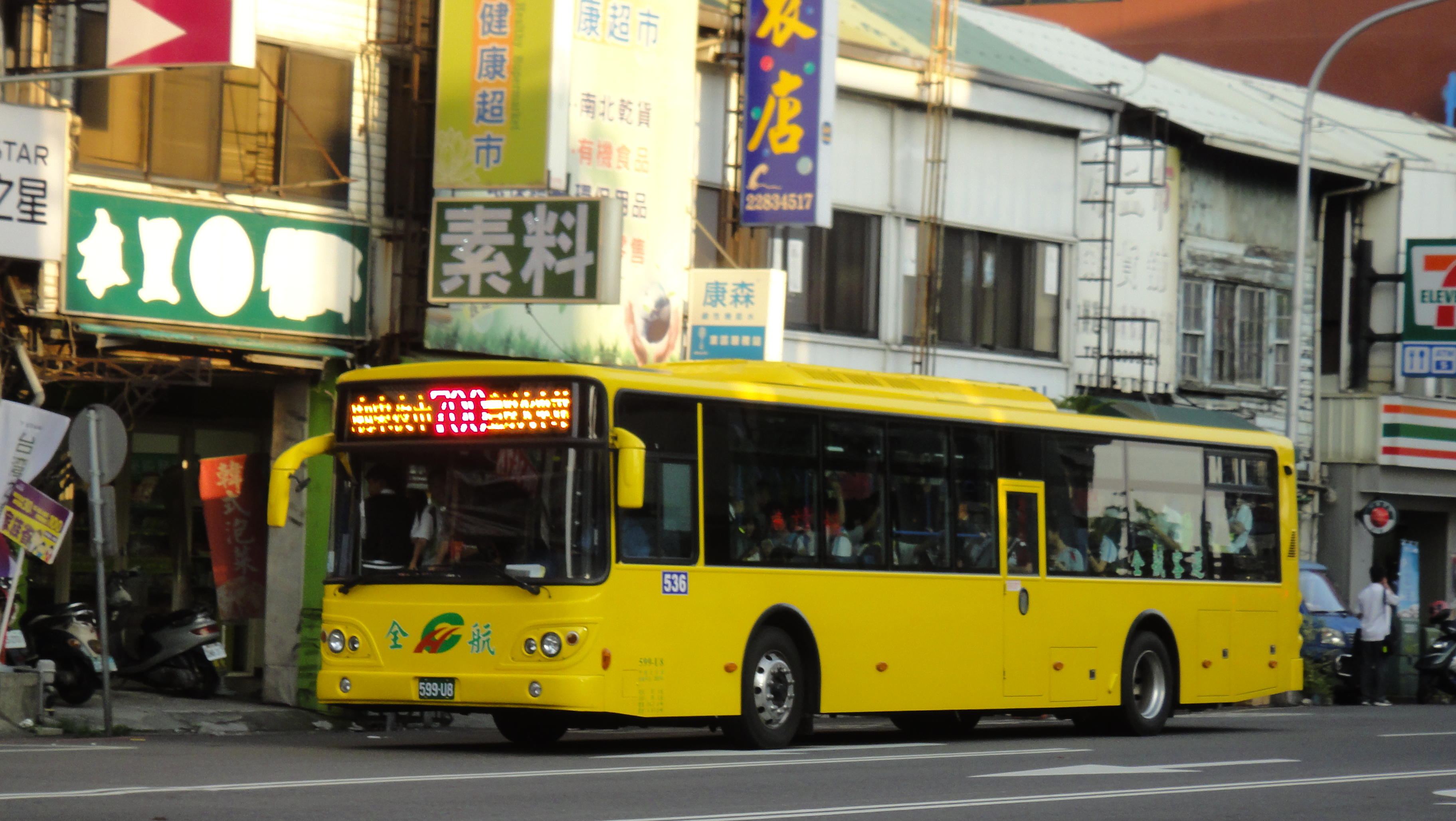
全航客運所使用的DAEWOO低地板公車（700跳蛙）
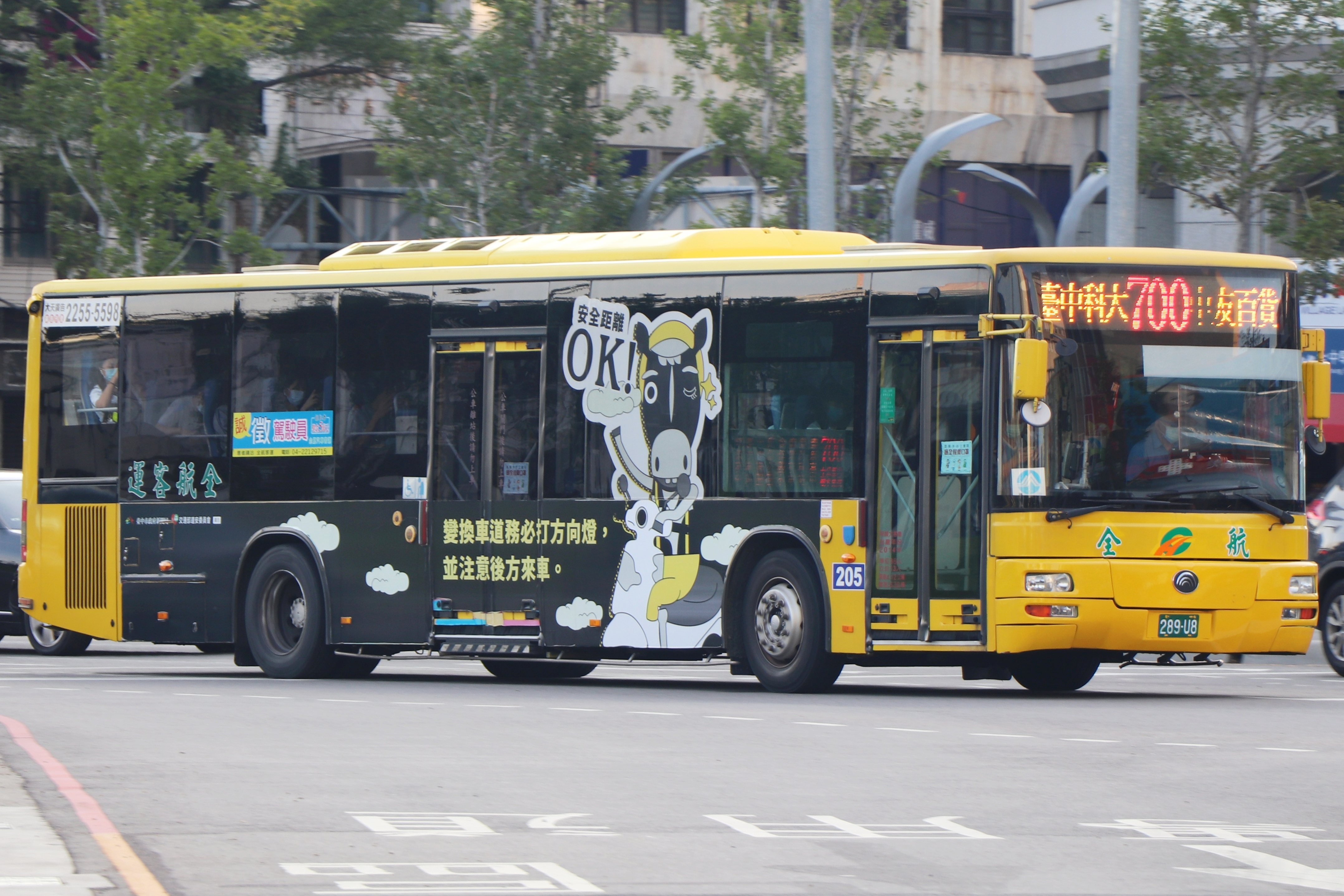
全航客運所使用的宇通低地板公車（700跳蛙）
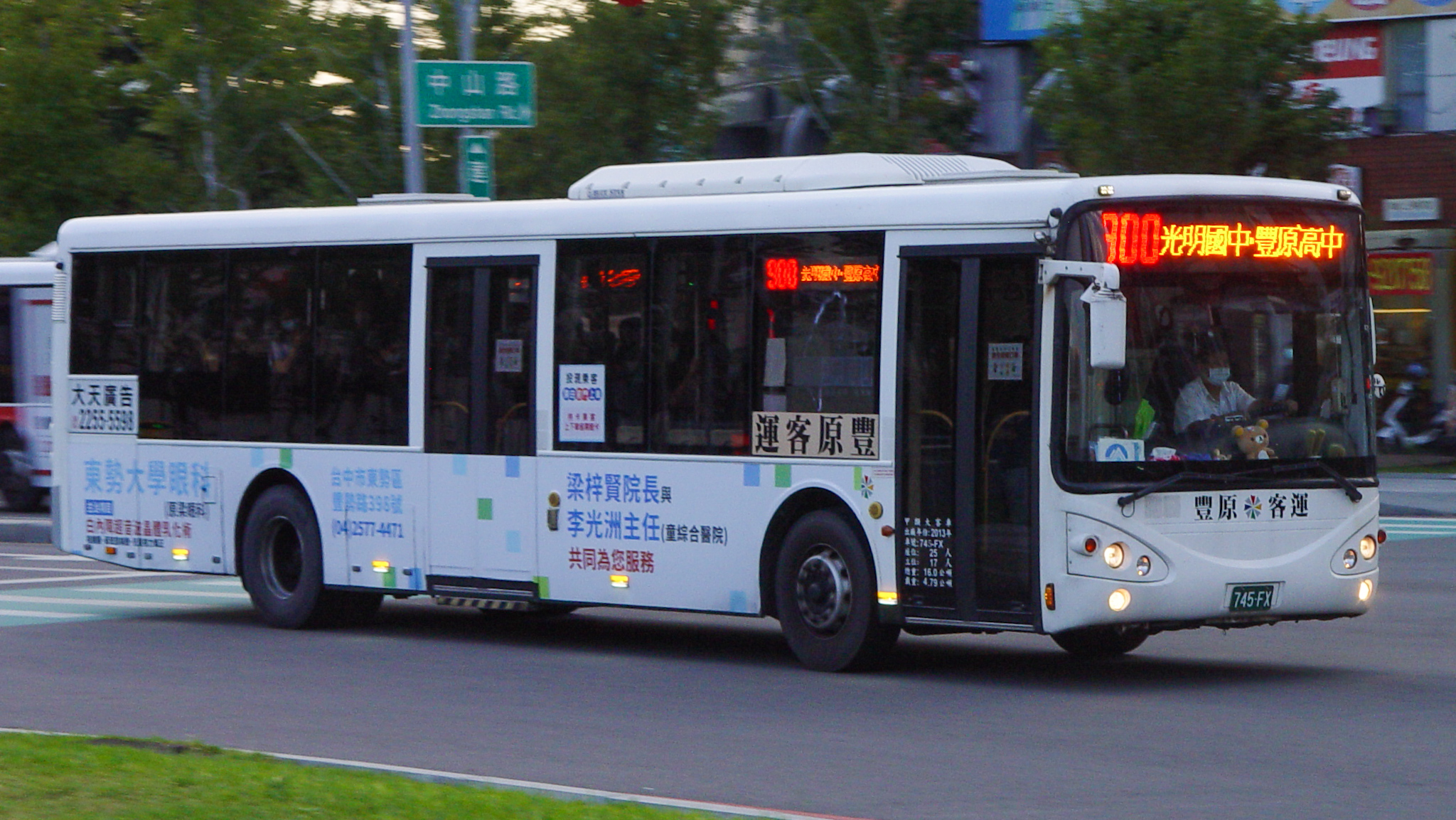
豐原客運所使用的申沃低地板公車（900跳蛙）

## 外部連結
- 臺中市公車動態資訊（页面存档备份，存于）